# Пьянези, Кварто
Кварто Пьянези (итал. Quarto Pianesi, 18 мая 1940, Мачерата, Марке — 15 января 2022, Сан-Донато-Миланезе, Ломбардия) — итальянский хоккеист (хоккей на траве), полузащитник.

## Биография
Кварто Пьянези родился 18 мая 1940 года в итальянском городе Мачерата.
В 1960 году вошёл в состав сборной Италии по хоккею на траве на Олимпийских играх в Риме, занявшей 13-е место. Играл на позиции полузащитника, провёл 1 матч, забил 1 мяч в свои ворота в матче со сборной Кении.
Умер 15 января 2022 года в итальянском городе Сан-Донато-Миланезе.